# Hohenmölsen
Hohenmölsen es un municipio situado en el distrito de Burgenland, en el estado federado de Sajonia-Anhalt (Alemania), a una altitud de 150 metros. Su población a finales de 2015 era de unos 9900 habitantes y su densidad poblacional, 130 hab/km².
Se encuentra junto a la frontera con el estado de Sajonia.